# ディスカバリー・レコード
ディスカバリー・レコード（Discovery Records）は、1948年にアルバート・マークスがアメリカカリフォルニア州ハリウッドに創設したジャズ・レコード・レーベル。
現在はワーナー・ミュージック・グループの一部にある。

## 沿革
- 1948年 アルバート・マークスがアメリカカリフォルニア州ハリウッドに創設。
- 1980年代 マークスはミュージックラフト・レコードとトレンド・レコードのバックカタログを買収、ディスカバリーよりリイシューする。
- 1991年 ジャック・ホルツマンに売却。
- 1993年 ワーナー・ミュージック・グループが買収、活動を休止する｡

## 主なアーティスト
- アート・ペッパー
- チャーリー・ミンガス
- ディジー・ガレスピー
- ピーセズ・オブ・ア・ドリーム
- リー・リトナー